# Amélie Nothomb

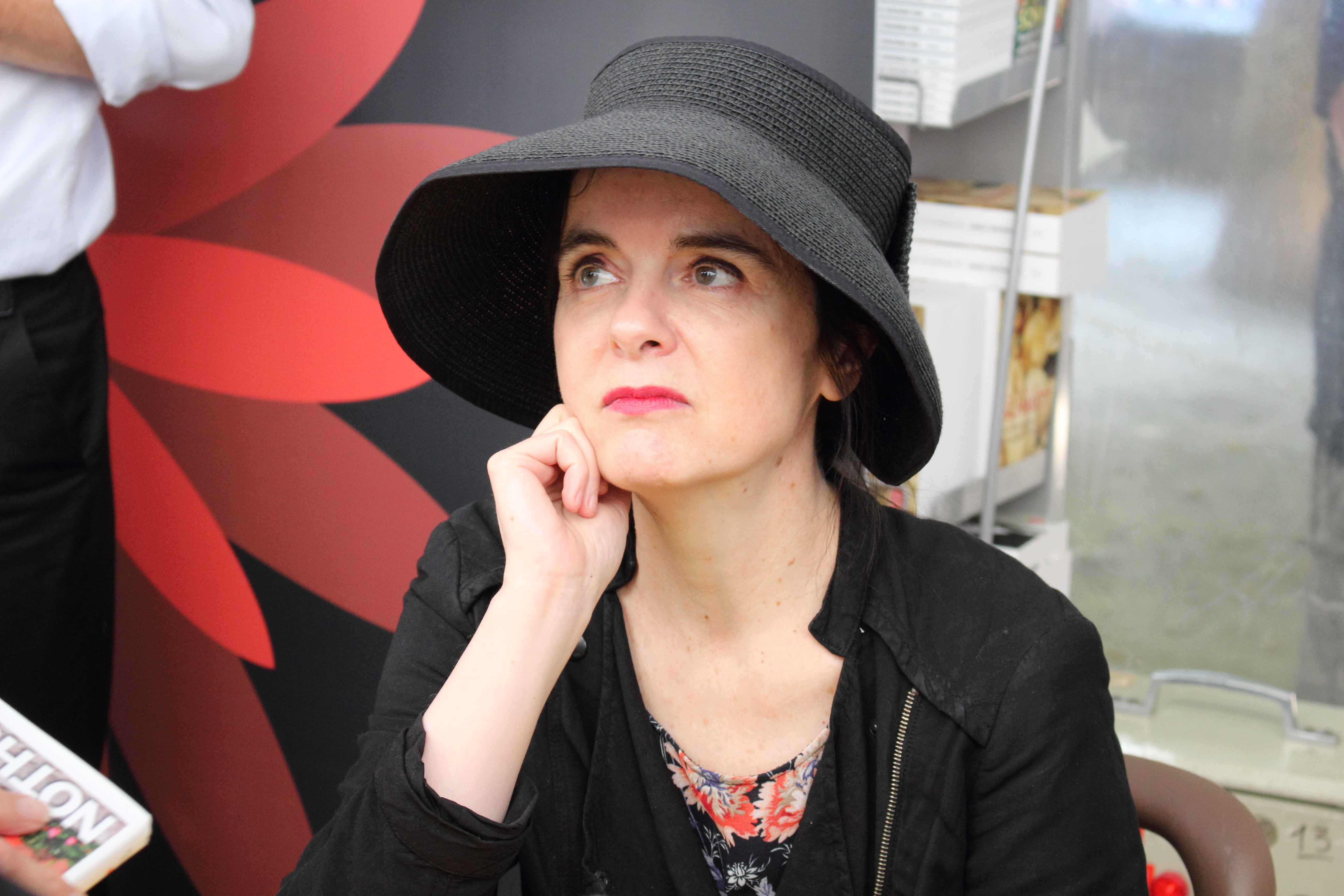
Amélie Nothomb (2015)

Amélie Nothomb (Autograph)

Amélie Nothomb alias Fabienne Claire Nothomb (* 9. Juli 1966 in Etterbeek, Brüssel oder 13. August 1967 in Kōbe, Japan) ist eine belgische Schriftstellerin französischer Sprache.

## Leben
Nothomb stammt aus einer großbürgerlichen, in den Adelstand erhobenen, frankophonen belgischen Politikerfamilie. Sie verbrachte als Tochter des belgischen Diplomaten Baron Patrick Nothomb ihre ersten fünf Lebensjahre in Japan. Nach weiteren durch den Beruf des Vaters bedingten langjährigen Aufenthalten in China, New York, Burma und Laos kam sie im Alter von 17 Jahren erstmals nach Europa. Sie studierte Romanistik an der Université Libre de Bruxelles. Nach dem Abschluss kehrte sie nach Tokio zurück und arbeitete in einem Großunternehmen. Die Erfahrungen dieser Zeit dienten ihr später als Grundlage für ihren Roman Mit Staunen und Zittern (1999).
1992 kehrte Nothomb nach Belgien zurück und veröffentlichte ihr erstes Buch Die Reinheit des Mörders. Bereits mit diesem Erstlingswerk begann ihre Erfolgskarriere als Schriftstellerin, der sie sich fortan hauptberuflich widmen konnte.
Sie veröffentlicht jährlich einen Roman. Von den bis 2009 erschienenen 17 Werken hatten fünf autobiografischen Charakter, in denen eine Identität von Autorin, Erzählerin und Protagonistin gegeben scheint. Sie schreibt aber auch ihrem Erstlingswerk, in dem das Mädchen Léopoldine die ersten Anzeichen der Pubertät mit Magersucht zu unterdrücken sucht, autobiografische Züge zu. An der autobiografischen Glaubwürdigkeit Nothombs darf der Leser allerdings zweifeln. Ihre bevorzugte Schreibform ist der Dialog, in dem das Gegenüber übertrumpft und gedemütigt werden soll, bis es auf dem Boden kriecht, wie schon der Protagonist Prétextat Tach in Die Reinheit des Mörders. Ob in diesem Dualismus das Tugendhafte und Schöne über das Schändliche und Hässliche siegt, ist allerdings am Ende nicht ausgemacht, die Journalistin Nina wird zur Mörderin Tachs, in Reality Show beendet die Böse, nicht die Tugendhafte, die mörderische Schau. In ihrem 2019 erschienenen Roman Die Passion lässt sie Jesus Christus persönlich am Tag vor seiner Kreuzigung einen Monolog halten.
Ihr mit dem Prix Renaudot 2021 und dem Premio Strega Europeo 2022 ausgezeichneter Roman Premier sang (Verlag Albin Michel) beschreibt inhaltlich die fiktiven Erinnerungen des 2020 verstorbenen Vaters der Schriftstellerin.

## Auszeichnungen (Auswahl)
- Der 1999 erschienene Roman Stupeur et tremblements wurde mit dem Grand Prix du Roman der Académie française ausgezeichnet.
- Der 2007 erschienene Roman Ni d’Ève, ni d’Adam wurde mit dem Prix de Flore ausgezeichnet.
- Für ihr Gesamtwerk erhielt sie 2008 den „Grand Prix Jean Giono“.
- Am 30. Januar 2010 wurde ein Asteroid nach ihr benannt: (227641) Nothomb.[5]
- Am 17. Juli 2015 wurde ihr der Titel einer Baronin durch König Philippe verliehen.[6]
- Der Roman Premier sang erhielt am 3. November 2021 den Prix Renaudot.
- Der Roman Premier sang erhielt am 22. Mai 2022 den Premio Strega Europeo, der für ein ins Italienische übersetzte Werk aus dem europäischen Ausland verliehen wird.[7]

## Werke
Alle deutschsprachigen Ausgaben sind im Diogenes Verlag, Zürich, erschienen.
- Hygiène de l’assassin. 1992
  - Übers. Wolfgang Krege: Die Reinheit des Mörders. 1993, ISBN 3-257-06009-2.
- Le Sabotage amoureux. 1993
  - Übers. Wolfgang Krege: Liebessabotage. 1995, ISBN 3-257-06057-2.
- Légende un peu chinoise. 1993
- Les Combustibles (Theaterstück), 1994
- Les Catilinaires. 1995
  - Übers. Wolfgang Krege: Der Professor. 1997, ISBN 3-257-06107-2.
- Péplum. 1996
- Attentat. 1997
  - Übers. Wolfgang Krege: Attentat. 2006, ISBN 3-257-06525-6.
- Mercure. 1998
  - Übers. Wolfgang Krege: Quecksilber. 2001, ISBN 3-257-06288-5.
- Stupeur et tremblements. 1999
  - Übers. Wolfgang Krege: Mit Staunen und Zittern. 2000, ISBN 3-257-06250-8.
- Le Mystère par excellence. 1999
- Métaphysique des tubes. 2000
  - Übers. Wolfgang Krege: Metaphysik der Röhren. 2002, ISBN 3-257-06299-0.
- Brillant comme une casserole. 2000
- Cosmétique de l’ennemi. 2001
  - Übers. Brigitte Große: Kosmetik des Bösen. 2004, ISBN 3-257-06393-8.
- Aspirine. 2001
- Sans nom. 2001
- Robert des noms propres. 2002
  - Übers. Wolfgang Krege: Im Namen des Lexikons. 2003, ISBN 3-257-06344-X.
- Antéchrista. 2003
  - Übers. Brigitte Große: Böses Mädchen. 2006, ISBN 3-257-23552-6.
- L’Entrée du Christ à Bruxelles. 2004
- Biographie de la faim. 2004
  - Übers. Brigitte Große: Biographie des Hungers. 2009, ISBN 978-3-257-06697-5.
- Acide sulfurique. 2005
  - Übers. Brigitte Große: Reality-Show. 2007, ISBN 978-3-257-06577-0.
- Journal d’Hirondelle. 2006
- Ni d’Ève, ni d’Adam. 2007
  - Übers. Brigitte Große: Der japanische Verlobte. 2010, ISBN 978-3-257-06746-0.
- Le Fait du Prince. 2008
- Le Voyage d’hiver. 2009
  - Übers. Brigitte Große: Winterreise. 2011, ISBN 978-3-257-06778-1.
- Une forme de vie. 2010
  - Übers. Brigitte Große: So etwas wie ein Leben. 2013, ISBN 978-3-257-06857-3.
- Tuer le père. 2011
  - Übers. Brigitte Große: Den Vater töten. 2012, ISBN 978-3-257-06818-4.
- Barbe bleue. 2012
  - Übers. Brigitte Große: Blaubart. 2014, ISBN 978-3-257-06894-8.
- La Nostalgie heureuse. 2013
  - Übers. Brigitte Große: Eine heitere Wehmut. 2015, ISBN 978-3-257-06926-6.
- Pétronille. Roman. Albin Michel, 2014
  - Übers. Brigitte Große: Die Kunst, Champagner zu trinken. 2016, ISBN 978-3-257-06961-7.
- Le Crime du comte Neville. Albin Michel, Paris 2015, ISBN 978-2-226-31809-1.
  - Übers. Brigitte Große: Töte mich! 2017, ISBN 978-3-257-06989-1.
- Riquet à la houppe. Albin Michel, Paris 2016, ISBN 978-2-226-32877-9.
  - Übers. Brigitte Große: Happy End. 2018, ISBN 978-3-257-07042-2.
- Frappe-toi le cœur. Albin Michel, Paris 2017, ISBN 978-2-226-39916-8.
  - Übers. Brigitte Große: Klopf an dein Herz. 2019, ISBN 978-3-257-07086-6.
- Les Prénoms épicènes. Albin Michel, Paris 2018, ISBN 978-2-226-43734-1.
  - Übers. Brigitte Große: Ambivalenz. 2022, ISBN 978-3-257-07194-8.
- Soif. Albin Michel, Paris 2019, ISBN 978-2-226-44388-5.
  - Übers. Brigitte Große: Die Passion. 2020, ISBN 978-3-257-07141-2.
- Les aérostats. Albin Michel, Paris 2020, ISBN 978-2-226-45408-9.
- Premier sang. 2021
  - Übers. Brigitte Große: Der belgische Konsul. Diogenes, Zürich 2023, ISBN 978-3-257-07231-0.

- Le livre des soeurs. 2022
  - Übers. Brigitte Große: Das Buch der Schwestern . Diogenes, Zürich 2024, ISBN 978-3-257-07286-0.